# Clinanthus incarum
Clinanthus incarum är en amaryllisväxtart som först beskrevs av Friedrich Fritz Wilhelm Ludwig Kraenzlin, och fick sitt nu gällande namn av Alan W. Meerow. Clinanthus incarum ingår i släktet Clinanthus, och familjen amaryllisväxter.
Artens utbredningsområde är Peru. Inga underarter finns listade i Catalogue of Life.